# Los Fresnos, Guanajuato
Los Fresnos är en ort i Mexiko.   Den ligger i kommunen Acámbaro och delstaten Guanajuato, i den södra delen av landet, 190 km väster om huvudstaden Mexico City. Los Fresnos ligger 1 849 meter över havet och antalet invånare är 158.
Terrängen runt Los Fresnos är kuperad åt nordväst, men åt sydost är den platt. Runt Los Fresnos är det ganska tätbefolkat, med 155 invånare per kvadratkilometer. Närmaste större samhälle är Acámbaro, 7,7 km öster om Los Fresnos. Trakten runt Los Fresnos består till största delen av jordbruksmark.